# 타오위안 시립 도서관 본관
타오위안 시립 도서관 본관(중국어 정체자: 桃園市立圖書館總館)은 중화민국 타오위안시 타오위안구 소재의 도서관이다.

## 연혁
- 2018.11.19 도서관 본관 착공
- 2022.09 도서관 준공
- 2022.12.17 도서관 본관 개관